# Toni Willé
Toni Willé, geboren als Antonia Johanna Cornelia Veldpaus (Treebeek, 26 juni 1953), is een Nederlands zangeres. Als Tonny Willé werd ze bekend als de leadzangeres van Pussycat; ze ging vanaf 1985 onder de naam Tony (later: Toni) Willé verder als solozangeres. Ze heeft een kenmerkende hese zangstem. Muziekjournalist Jip Golsteijn noemde haar in 1985 de beste soulzangeres van Nederland.

## Biografie

### Kinderjaren en jeugd
Veldpaus werd geboren in Treebeek, in het deel dat toen in de gemeente Hoensbroek lag. Haar vader overleed een week voor haar geboorte. Ze heeft twee oudere zussen: Marianne (1951) en Betty (1952-2024). Haar moeder hertrouwde met de Poolse mijnwerker Steffan Kowalczyk. Hij voedde de drie zusjes op als zijn eigen kinderen en schonk ze ook nog een halfzus. Toen de drie zussen tussen de zes en acht jaar oud waren, kregen ze van hem elk een gitaartje cadeau. Ongeveer een jaar later vormden ze hun eerste zangtrio, de Drie Zingende Zusjes genaamd.

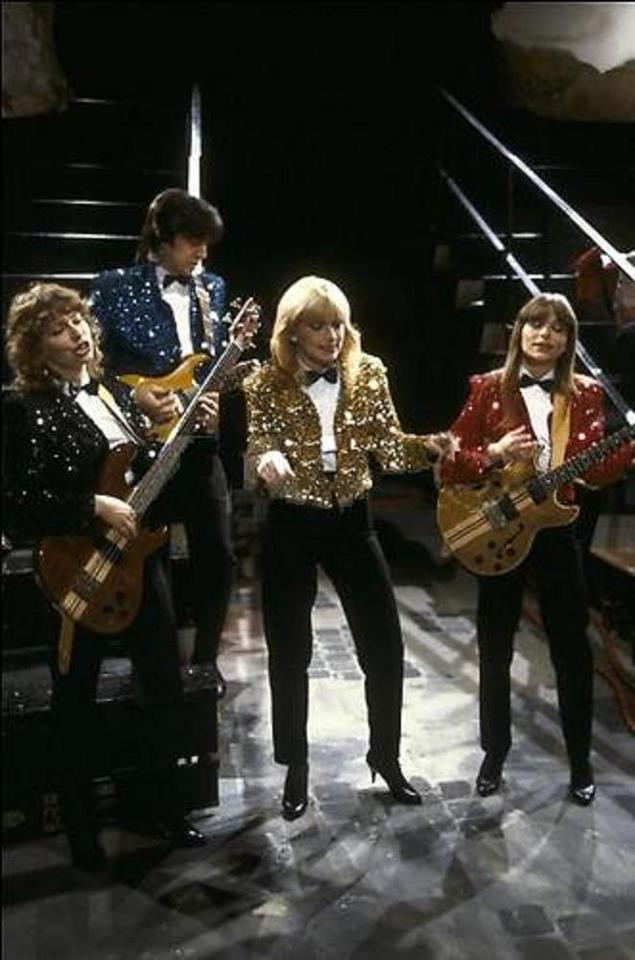
Pussycat in 1984

In de jaren zestig traden ze op als The BG's from Holland, waarbij BG de afkorting is voor Beat Girls, terwijl dat door het publiek ook wel werd opgevat als de Bee Gees, van wie ze veel muziek op het repertoire hadden staan. Ander geliefd repertoire kwam van artiesten van Motown. Gitaarles kregen ze aanvankelijk op de plaatselijke muziekschool en toen die sloot van Ben Keuzekamp en vervolgens trad Werner Theunissen aan als gitaarleraar. Theunissen werd later van groot belang voor Pussycat, omdat hij meer dan 55 liedjes voor hen schreef, waaronder de hit Mississippi. In 1973 nam ze als Sally Lane een solosingle op met de titel For you.
In 1969 kreeg Toni een liefdesrelatie met Loulou Willé, leadzanger bij Doctor Loulou's Blues Clinic. Met hem trouwde ze in 1972. Hij kwam bij hen spelen en in 1973 voegden zich nog drie leden van de band Scum bij de meiden: drummer Theo Coumans, gitarist John Theunissen en bassist Theo Wetzels.

### Pussycat
Aan het begin van 1975 veranderden ze de naam in Pussycat. In augustus brachten ze de single Mississippi uit, maar het duurde nog tot november voordat de radiozenders het nummer oppakten. Er werden meer dan vijf miljoen exemplaren van verkocht. Sinds ze per 1 april 1976 haar baan als telefoniste bij DSM opzegde, is ze beroepsmuzikant. In de tien jaar van het bestaan bracht Pussycat twaalf elpees en achttien singles uit, waarvan 22 de status van goud bereikten. Nadat de bandrecorder het in de jaren tachtig won van begeleidingsbands werden hun optredens relatief duur. Eerst probeerden ze het nog met z'n vieren (inclusief Lou) en in 1985 besloten ze Pussycat op te heffen.

### Solocarrière

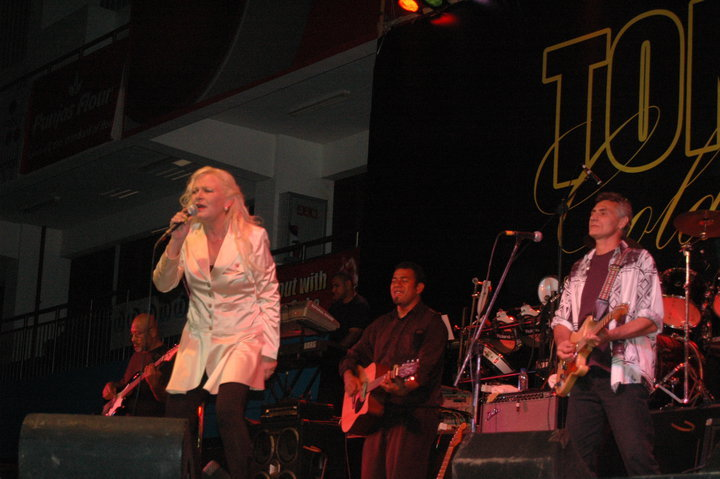
Willé met Danny Costello & The Cruzez tijdens een concert in Suva (Fiji), 2010

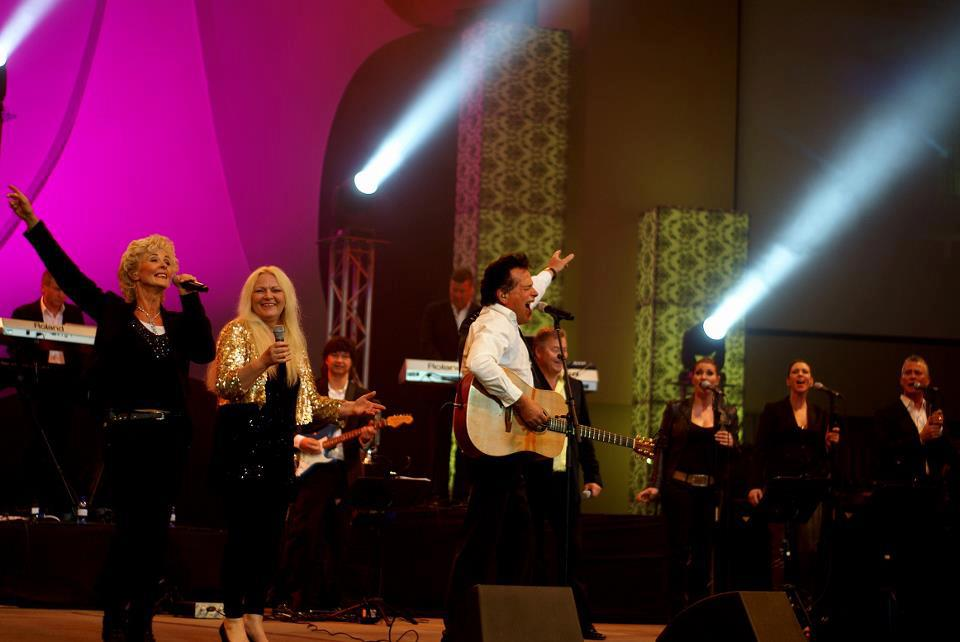
Willé met Jan Keizer, Anny Schilder en George Baker in Pretoria in Zuid-Afrika, 2012

In de eerste jaren bracht ze drie albums uit, Privilege (1985), Working girl (1987) en New words to an old love song (1989). Ze bereikten de hitlijsten niet en in de jaren erop bleef het relatief stil rond haar. Van 1988 tot 2006 trad ze met enige regelmaat als gastzangeres op met Major Dundee. Met deze Nederlandse countryband had ze in 1990 nog een single en deed ze mee op hun elpee Continental cowboy. Ook zong ze Love in a heatwave dat werd ingezet als themesong voor de film De flat (1994).
Hiernaast zong ze ook mee op platen van anderen, zoals op het album Homecoming (1989) van Gé Reinders (naast andere artiesten als Ernst Jansz en George Kooymans) en het duet Our love is so big met haar voormalige Pussycat-producer, Eddy Hilberts alias Eddy Holland, op zijn album Come on, honey... Dance with me!! (2011) Een enkele maal zong ze in het Limburgs, zoals in 2009 het duet Ein sjtern met Jo Smeets op het album Limburg allein - deil 3.
Van 1999 tot 2001 werkte ze veel samen met Benny Neyman. Ze bracht met hem het album American duets uit en stond meerdere weken in de Mega Top 100 met hun duet Oh, how I miss you tonight (1999). Ook verscheen er in deze jaren nog een duet met Danny Vera, Heart half empty, en nam ze twee nummers op met Major Dundee voor hun album Young gods (2005).
In de jaren erop verschenen nog drie albums en geen singles, en in de volgende jaren albums en een reeks aan originele singles als download. Onder meer verscheen Impressions (2012) die werd opgedragen aan Werner Theunissen, haar vroegere gitaarleraar en songwriter. Verder verscheen Happy (2013) van de hand van Paul Logister die ook de B-kant What love can do schreef.
Gedurende haar solocarrière bracht ze bij elkaar 8 albums uit en meer dan 30 singles. De Dutch Country Association riep haar vijf jaar achter elkaar uit tot beste countryzangeres van Nederland. Ondanks dat haar soloplaten niet de verkoopaantallen kenden als met Pussycat, heeft ze in het buitenland haar sterrenstatus behouden. Terugkerend trad ze in andere Europese landen op tijdens optredens en tv-uitzendingen, zoals in Duitsland (in 2008 nog wekelijks), Polen, Griekenland, Slovenië en Griekenland. Ook had ze nog een aantal optredens en een album met Daniel Rae Costello en andere artiesten van de Fiji-eilanden en ging ze in 2012 en 2013 voor concerten naar Zuid-Afrika. Het eerste jaar was dat in Pretoria tijdens een groot concert met Jan Keizer, Anny Schilder en George Baker en het jaar erop tijdens het Aardklop-festival. In juli 2014 trad ze op tijdens de Americana International Show, een 3-daags festival in Prestwold Airfield bij Loughborough in Engeland.

## Discografie

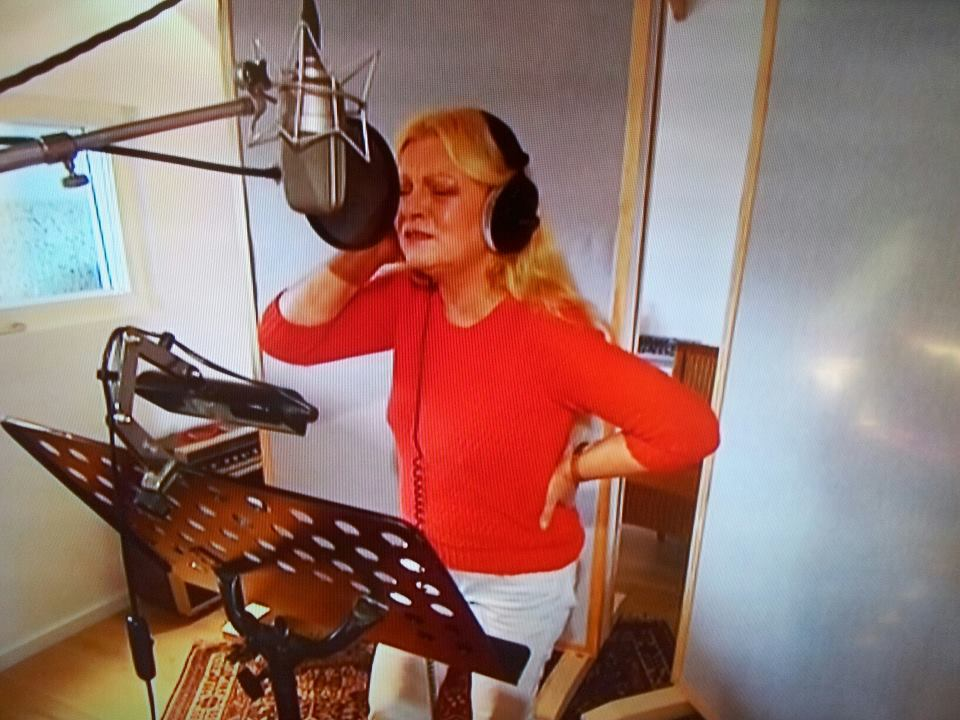
Willé tijdens de opname van haar single Happy, 2012

### Albums
- 1985: Privilege
- 1987: Working girl
- 1989: New words to an old love song
- 1994: The collection and more, verzamelalbum uit Willé's tijd bij Pussycat en haar solocarrière
- 2001: American duets, met Benny Neyman
- 2006: Fantastic stories, verzamelwerk van Pussycat-nummers
- 2008: Let the world sing, cd van Daniel Rae Costello met acht duetten met Willé
- 2009: Worlds united
- 2013: Golden memories tour, Fiji 2010, concert met Daniel Rae Costello met vooral Pussycatnummers

### Singles
- 1973: For you, artiestennaam Sally Lane
- 1982: We'll put the world together again, met Marco Bakker
- 1985: Hungry nights
- 1985: Every beat of my heart
- 1986: Out of reach
- 1987: Sweet music to my soul
- 1987: Falling in and out of love
- 1989: Incredible you
- 1989: Roll on
- 1989: Good year for the roses
- 1990: It turned out to be you, met The Major Dundee Band
- 1994: Love in a heatwave, soundtrack van de film De flat
- 1999: Oh, how I miss you tonight, met Benny Neyman
- 2001: Two piña coladas, met Benny Neyman
- 2001: What if I say goodbye, met Benny Neyman
- 2003: Heart half empty, met Danny Vera
- 2005: Good times

- 2012: Time slips away
- 2012: As long as you are mine
- 2012: I'm only dreaming
- 2012: Never wanna lose
- 2012: Fantasy
- 2012: Can't get over you
- 2012: Like a child
- 2012: Dreaming of a Christmas with you
- 2012: I wanna love you
- 2012: Mississippi
- 2012: Doin' la bamba
- 2012: Impressions, opgedragen aan de songwriter Werner Theunissen
- 2013: Happy

- Gemeinsame Normdatei: 135468329
- International Standard Name Identifier: 0000 0000 5754 5280
- MusicBrainz: 7a1ce38e-e28b-4d12-b2b6-2e961fb854a4
- Virtual International Authority File: 80203569